# لمور ورزشکار اسکات
 لمور ورزشکار اسکات (نام علمی: Lepilemur scottorum) نام یک گونه از سرده لمورهای ورزشکار است.